# 1667 Pels
1667 Pels (1930 SY) là một tiểu hành tinh vành đai chính được phát hiện ngày 16 tháng 9 năm 1930 bởi H. van Gent ở Johannesburg (LS).